# Championnat du Japon de football 1980
Le Championnat du Japon de football 1980 est la seizième édition de la Japan Soccer League. 
Cette saison est marquée par l'entrée en vigueur de la promotion automatique en D1 du champion de D2 et de la relégation automatique du dernier de D1 en D2. Désormais les barrages de promotions-relégation D1/D2 ne concernent plus que l'avant dernier de D1 et le vice-champion de D2.
La victoire vaut deux points, le match nul rapporte un point et une défaite aucun point. Le système de tirs au but en cas d'égalité a été abandonné. 

## Classement de la première division
| Pos | Club              | Pts | J  | G  | N | D  | Bp | Bc | Diff | Note                                  |
| --- | ----------------- | --- | -- | -- | - | -- | -- | -- | ---- | ------------------------------------- |
| 1   | Yanmar Diesel     | 30  | 18 | 13 | 4 | 1  | 29 | 13 | +16  | Champion                              |
| 2   | Fujita Industries | 23  | 18 | 10 | 3 | 5  | 33 | 19 | +14  |                                       |
| 3   | Furukawa Electric | 22  | 18 | 9  | 4 | 5  | 26 | 21 | +5   |                                       |
| 4   | Mitsubishi Motors | 20  | 18 | 7  | 6 | 5  | 24 | 20 | +4   |                                       |
| 5   | Hitachi           | 19  | 18 | 8  | 3 | 7  | 32 | 28 | +4   |                                       |
| 6   | Yomiuri           | 20  | 18 | 6  | 8 | 4  | 22 | 21 | +1   |                                       |
| 7   | Toyo Industries   | 17  | 18 | 8  | 1 | 9  | 37 | 29 | +8   |                                       |
| 8   | New Japan Steel   | 15  | 18 | 6  | 3 | 9  | 21 | 27 | -6   |                                       |
| 9   | Yamaha Motors     | 13  | 18 | 5  | 3 | 10 | 28 | 39 | -11  | Barrage de promotion-relégation D1/D2 |
| 10  | Nissan            | 6   | 18 | 2  | 2 | 14 | 11 | 41 | -30  | Relégué en D2                         |

## Barrage de promotion-relégation D1/D2
| JSL Division 1 | Aller | Retour | JSL Division 2 |
| -------------- | ----- | ------ | -------------- |
| Yamaha Motors  | 1-0   | 1-1    | Fujitsu        |

Yamaha motors se maintient en D1.

## Classement des buteurs de la D1
| Joueur                | Nombre de buts |
| --------------------- | -------------- |
| Hiroyuki Usui         | 14             |
| Kunishige Kamamoto    | 10             |
| João Dickson Carvalho | 9              |

## Classement de la deuxième division
| Pos | Club                   | Pts | J  | G  | N | D  | Bp | Bc | Diff | Note                                              |
| --- | ---------------------- | --- | -- | -- | - | -- | -- | -- | ---- | ------------------------------------------------- |
| 1   | Honda                  | 28  | 18 | 13 | 2 | 3  | 43 | 17 | +26  | Champion de D2, promu en D1                       |
| 2   | Fujitsu                | 25  | 18 | 10 | 5 | 3  | 45 | 12 | +23  | Barrage promotion-relégation D1/D2                |
| 3   | Toshiba                | 22  | 18 | 8  | 6 | 4  | 30 | 17 | +13  |                                                   |
| 4   | Nippon Kokan           | 20  | 18 | 7  | 6 | 5  | 23 | 17 | +6   |                                                   |
| 5   | Toyota Motors          | 18  | 18 | 7  | 4 | 7  | 29 | 34 | -5   |                                                   |
| 6   | Tanabe Pharmaceuticals | 17  | 18 | 6  | 5 | 7  | 15 | 22 | -7   |                                                   |
| 7   | Teijin Matsuyama       | 17  | 18 | 7  | 3 | 8  | 20 | 24 | -4   |                                                   |
| 8   | Sumitomo               | 13  | 18 | 4  | 5 | 9  | 22 | 33 | -11  |                                                   |
| 9   | Kofu Club              | 10  | 18 | 4  | 2 | 12 | 17 | 33 | -16  | Barrage promotion-relégation D2/Séries régionales |
| 10  | Cosmo Oil Yokkaichi    | 10  | 18 | 5  | 0 | 13 | 27 | 46 | -19  | Relégué en séries régionales                      |

## Barrage promotion-relégation D2/Séries régionales
| JSL 2     | Aller | Retour | Séries régionales                                      |
| --------- | ----- | ------ | ------------------------------------------------------ |
| Kofu Club | 1-2   | 4-1    | Furukawa Electric Chiba (Second des séries régionales) |

Kofu Club se maintient en D2.